# Epóxido hidrolasa microsomal
La epóxido hidrolasa microsomal (EC 3.3.2.9) es una enzima que cataliza la siguiente reacción química:

Por lo tanto, los dos sustratos de esta enzima son el óxido de cis-estilbeno y agua, mientras que su producto es el (+)-(1R,2R)-1,2-difeniletano-1,2-diol.
Esta enzima pertenece a la familia de las hidrolasas, más específicamente a aquellas que actúan sobre enlaces tipo éter (éter hidrolasas). El nombre sistemático de esta clase de enzimas es óxido de cis-estilbeno hydrolase. Otros nombre de uso común para esta clase de enzimas son epóxido hidratasa (ambiguo)', epóxide hidratasa microsomal (ambiguo), epóxido hidrasa, epóxido hidrasa microsomal, óxido de areno hidratasa (ambiguo), benzo[a]pireno-4,5-óxido hidratasa, benzo(a)pireno-4,5-epóxido hidratasa, arilepóxido hidrasa (ambiguo), cis-epóxide hidrolasa, y mEH. Esta enzima participa en el metabolismo de xenobióticos por medio del complejo citocromo p450.
Esta clase de enzimas también desempeña un papel en la recaptación de sales biliares en el intestino grueso.